# Långtjärnen (Hede socken, Härjedalen, 692374-138178)
Långtjärnen är en sjö i Härjedalens kommun i Härjedalen och ingår i Ljusnans huvudavrinningsområde.